# Municipio de Harkers Island
El municipio de Harkers Island (en inglés: Harkers Island Township) es un municipio ubicado en el  condado de Carteret en el estado estadounidense de Carolina del Norte. En el año 2010 tenía una población de 1.207 habitantes.

## Geografía
El municipio de Harkers Island se encuentra ubicado en las coordenadas 34°42′7.59″N 76°33′16.73″O / 34.7021083, -76.5546472.